# Friedrich Krupp
Friedrich Carl Krupp (født 17. juli 1787 i Essen, død 8. oktober 1826 i Essen) var en tysk industrimand, som grundlagde selskabet Fried. Krupp i 1812. Han startede i familievirksomheden 1808 som bestyrer af en smedje, men den ambitiøse Friedrich overinvesterede, og familien måtte til slut sælge sig ud.
Han var søn af Friedrich Wilhelm Krupp, som døde tidligt, men i 1810 arvede han hele familieformuen efter sin farmor, og dette førte til, at han i 1811 ville satse på at få tag i hemmeligheden med udvikling af stål, som briterne havde monopol på og holdt hemmelig. Under Kontinentalblokaden lovede Napoleon en stor belønning til den, som klarede at udvikle stål på kontinentet. I 1812 grundlagde Friedrich Krupp selskabet, som dannede grundlaget for Kruppkoncernen, og i 1816 lykkedes det ham efter lang tid at smelte stål.
Dette førte til en langsom ekspansion og til sidst også en udvidelse af produktionerne, som i første række bestod i værktøj og dele heraf.
Det var særligt sønnen Alfred Krupp (1812-1887), som sørgede for at udvikle selskabet til en stor koncern, særligt indenfor våbenindustri, og videreførte faderens forskning og udvikling af forskellige produktionsmåder ved stålfremstilling.
Selskabet er nu en del af gruppen ThyssenKrupp.